# Станфордова енциклопедија филозофије
Станфордова енциклопедија филозофије (енгл. Stanford Encyclopedia of Philosophy, SEP) јесте комбинација онлајн енциклопедије филозофије и пир-ривју публикације оригиналних филозофских радова, са слободним приступом корисницима интернета. Одржава је Универзитет Станфорд. Сваки унос пише и одржава експерт на пољу, укључујући професоре из разних академских институција широм света. Аутори који доприносе енциклопедији дају Универзитету Станфорд дозволу за објаву чланака, али задржавају ауторско право на те чланке.

## Приступ и историја
Марта 2018, SEP је била публикација са готово 1.600 објављених уноса. Независно од онлајн статуса, енциклопедија користи традиционални академски приступ већине енциклопедија и академских часописа, да би се постигао квалитет преко специјализованих аутора које одабере уредник или уреднички одбор који је компетентан (мада се можда сам не сматра специјализованим) на пољу које покрива енциклопедија и пир ривју.
Енциклопедија је настала 1995. године; творац је Едвард Н. Залта, а циљ је био пружање динамичне енциклопедије која ће се ажурирати редовно и тако неће постати застарела на начин као што то буде са конвенционалним принтаним енциклопедијама. Чартер за енциклопедију омогућава ривалским чланцима о једној теми да пруже резоновано неслагање научника. Првобитно, SEP је развијан од америчког јавног финансирања (National Endowment for the Humanities и National Science Foundation). Дугогодишњи план финансирања је такав да се очува отворени приступ енциклопедији и подржава га већина универзитетских библиотека и конзорцијума. Ове институције доприносе под планом који одређује SEP у сарадњи са организацијама Scholarly Publishing and Academic Resources Coalition, International Coalition of Library Consortia и Southeastern Library Network, уз одговарајуће финансирање организације National Endowment for the Humanities.